# 営団地下鉄副都心線
正しくは
→東京メトロ副都心線（東京地下鉄副都心線）
1. ↑  帝都高速度交通営団が民営化の為に東京地下鉄株式会社に事業を承継したのは2004年3月末であり、当路線の線名が「副都心線」に決定したのは2007年1月24日、全線開通が2008年6月14日である為、当路線が公式に営団地下鉄副都心線と呼ばれていた時期は存在しない。